# Operador de revisão e venda

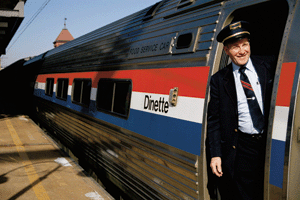
ORV americano no fardamento clássico.

O Operador de Revisão e Venda, ou revisor, é o elemento dos caminhos-de-ferro responsável pela revisão dos títulos de transporte dos passageiros numa viagem de comboio.
Ao ORV, cabe-lhe também outras funções como informar e assistir o passageiro, bem como aplicar coimas por o passageiro não ser portador de bilhete ou ser portador de bilhete inválido e tem poder autoritário para o expulsar do comboio por infracções à bilhética, à segurança e conforto dos passageiros e de outros ferroviários.
Também pode acumular funções de outros ferroviários, como guardar o freio mecânico do comboio, vender títulos de transporte a bordo, chefiar o comboio e mesmo até chefe da estação itinerante. A suas operações podem ainda alargar-se a questões técnicas dos veículos, servindo de auxiliar ao maquinista, ao controlo de abertura e fecho das portas, e é responsável por salvaguardar o comboio em caso de colhimento, acidente ou morte/emergência médica de passageiros a bordo. Um comboio nunca pode iniciar uma marcha comercial sem um revisor em serviço a bordo.
As funções do ORV podem ser absorvidas pelo maquinista do comboio, se o veículo for uma automotora de muito reduzidas dimensões e o espaço da cabine for aberto ao salão. Neste caso, o maquinista passava a ser referido como Chefe-Revisor do Comboio.